# Incidente di Ōtsu

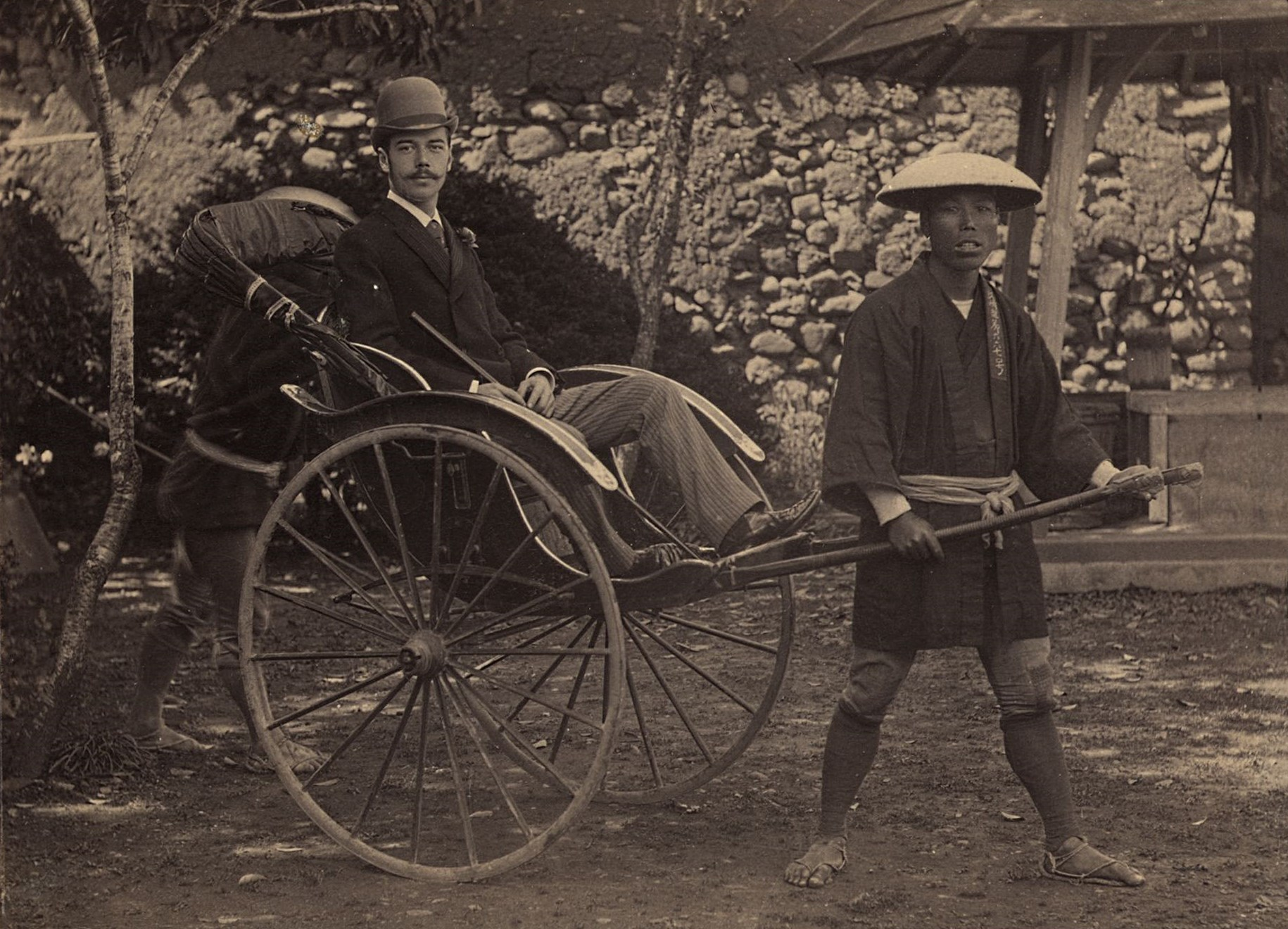
Lo zarevic Nicola a Nagasaki.

L'incidente di Ōtsu (大津事件?, Ōtsu Jiken) fu un fallito tentativo di assassinio ai danni dello zarevic Nikolaj Aleksandrovič di Russia, il futuro zar Nicola II, l'11 maggio 1891, mentre Nicola stava visitando il Giappone durante il suo viaggio in oriente.

## Scenario
Lo zarevic Nicola fece una visita ufficiale in Giappone prima di aprire a Vladivostok le cerimonie di inizio della costruzione della Ferrovia Transiberiana. La Flotta del Pacifico russa con lo zarevic fece scalo dapprima a Kagoshima, poi a Nagasaki ed infine a Kōbe, da dove lo zarevic si recò via terra a Kyoto, qui fu accolto da una delegazione guidata dal principe Arisugawa Taruhito.
Poiché questa era la prima visita di un così importante principe straniero in Giappone, a parte quella del principe Enrico di Prussia nel 1880 e di due principi britannici sull'HMS Bacchante nel 1881, e siccome l'influenza militare dell'Impero russo stava crescendo rapidamente in estremo oriente, il governo giapponese pose grande enfasi nell'utilizzo di questa visita per promuovere migliori relazioni russo-giapponesi. Il principe Nicola mostrò interesse per l'artigianato tradizionale giapponese, si fece fare un tatuaggio e comprò una forcina ornamentale per una ragazza giapponese che per caso si trovò vicino a lui.

## Dettagli dell'attentato

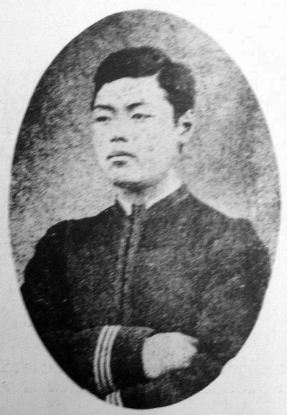
Tsuda Sanzō, l'aggressore del principe Nicola.

L'attentato ebbe luogo il 29 aprile 1891 (del Calendario giuliano o l'11 maggio del moderno Calendario gregoriano), Nicola stava tornando a Kyoto dopo una gita al lago Biwa a Ōtsu, Prefettura di Shiga, quando fu aggredito da Tsuda Sanzō (1855-1891), uno dei poliziotti della sua scorta, che lo colpì al volto con una sciabola. La rapida azione del cugino di Nicola, il principe Giorgio di Grecia e Danimarca, che parò il secondo colpo con il suo bastone, salvò la vita dello zarevic. Tsuda tentò poi di fuggire, ma fu inseguito ed atterrato da due conducenti di risciò del seguito di Nicola. A Nicola rimase una cicatrice lunga 9 centimetri sul lato destro della fronte, ma la ferita non minacciò la sua vita.
Nicola fu riportato d'urgenza a Kyoto, dove il principe Yoshihisa Kitashirakawa ordinò che fosse ospitato nel Palazzo imperiale per riposare, mentre dei messaggi vennero inviati a Tokyo. Temendo che l'incidente potesse essere usato dalla Russia come pretesto per la guerra e sapendo che, militarmente, il Giappone non poteva competere con la Russia in quel momento, il Primo ministro Masayoshi Matsukata consigliò all'imperatore Mutsuhito di andare subito a visitare il zarevic. L'imperatore salì su un treno alla stazione di Shimbashi e viaggiò tutta la notte, così da raggiungere Kyoto la mattina seguente.
Il giorno seguente, quando Nicola espresse il desiderio di tornare alla sua flotta a Kobe, l'imperatore Mutsuhito ordinò ai principi Kitashirakawa Yoshihisa, Arisugawa Takahito e Taruhito Arisugawa di accompagnarlo. Più tardi l'imperatore Meiji, ignorando le proteste di qualche anziano dignitario che temeva fosse preso in ostaggio, si recò personalmente in visita allo zarevic, che si stava riprendendo su una nave da guerra russa nel porto di Kobe.

## Conseguenza dell'attentato
L'imperatore Meiji espresse pubblicamente il dispiacere per la mancanza di ospitalità del Giappone verso un ospite di Stato, il che portò a una profusione di pubblica solidarietà; più di 10.000 telegrammi furono inviati per augurare alla zarevic una pronta guarigione. Una città nella Prefettura di Yamagata arrivò a proibire legalmente l'uso del cognome "Tsuda" e del nome "Sanzō".
Quando Nicola abbreviò il suo viaggio in Giappone nonostante le scuse dell'imperatore Meiji, una giovane sarta, Yuko Hatakeyama, si tagliò la gola con un rasoio di fronte all'Ufficio della Prefettura di Kyoto come atto di pubblica contrizione, morendo poco dopo in ospedale. I media giapponesi dell'epoca la definirono retsujo (lett. "donna valorosa") ed elogiarono il suo patriottismo.
Il governo fece pressioni sul Tribunale perché a Tsuda fosse applicato l'articolo 116 del Codice Penale, che prevedeva la pena di morte per atti contro l'imperatore, l'imperatrice o il principe ereditario del Giappone. Invece, il Presidente della Corte Suprema Kojima Iken stabilì che l'articolo 116 non era applicabile al caso e condannò Tsuda all'ergastolo. Anche se controversa al momento, la decisione di Kojima fu poi utilizzata come un esempio di indipendenza della magistratura in Giappone e una delle giustificazioni per la revisione dei Trattati ineguali.
Accettando la responsabilità per la mancanza nella sicurezza, il Ministero dell'Interno Saigō Tsugumichi ed il Ministro degli esteri Aoki Shūzō si dimisero. Il Governo russo espresse ufficialmente piena soddisfazione per il risultato delle azioni del Giappone e anzi dichiarò formalmente che, se Tsuda fosse stato condannato a morte, sarebbe stato richiesto un atto di clemenza.
Gli storici hanno spesso speculato su come l'incidente, che lasciò lo zarevic Nicola permanentemente segnato in viso, possa aver influenzato la sua opinione sul Giappone e i giapponesi e le sue decisioni prima e durante la Guerra russo-giapponese del 1904-1905.

## Eventi successivi

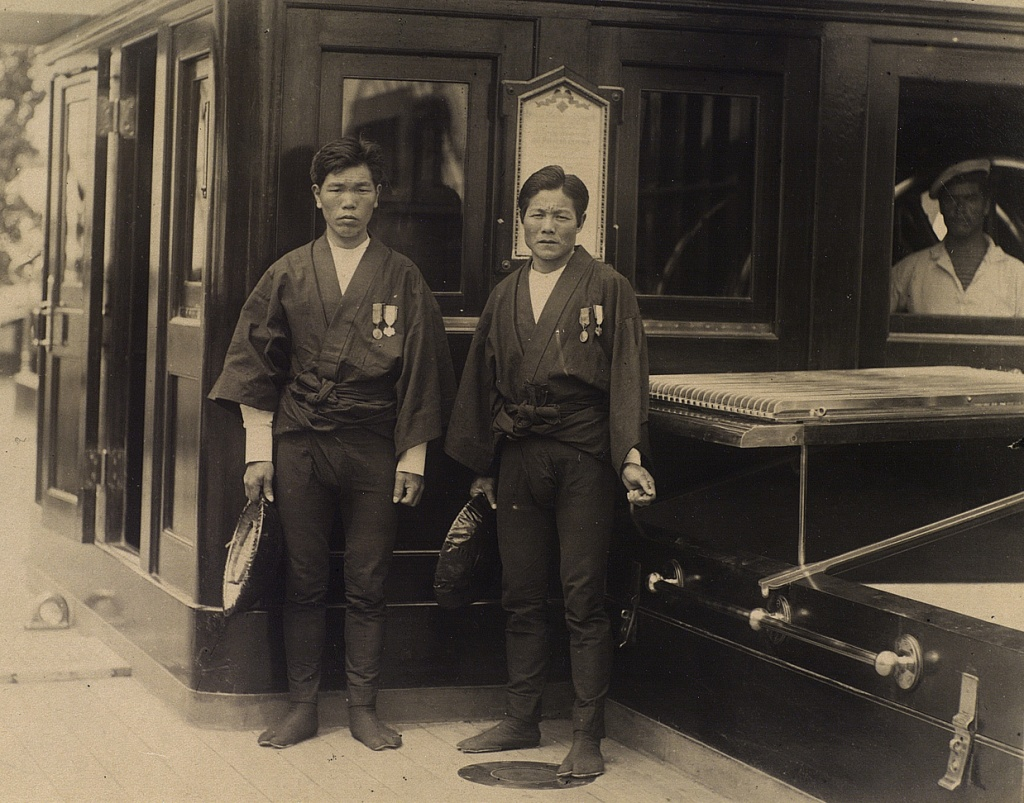
I due conducenti di risciò che impedirono la fuga dell'attentatore.

- Tsuda fu mandato in prigione vicino a Kushiro, Hokkaidō, e morì di malattia nel mese di settembre dello stesso anno.
- I conducenti di risciò che catturarono Tsuda, Mukaihata Jizaburo (1854-1928) e Kitagaichi Ichitaro (1859-1914), furono in seguito chiamati dallo zarevic presso la flotta russa, dove furono festeggiati dai marinai russi; furono loro conferite delle medaglie ed un premio di 2.500 yen, più altri 1.000 yen di pensione, una somma enorme per l'epoca. Furono celebrati dai media come eroi nazionali; tuttavia, durante la Guerra russo-giapponese, l'atteggiamento dei loro amici e vicini di casa cambiò radicalmente; persero le loro pensioni, furono accusati di essere spie e subirono vessazioni da parte della polizia.
- Nel 1993, quando il governo russo stava tentando di verificare se i frammenti ossei recuperati dal sito della sepoltura a Ekaterinburg appartenevano a Nicola II, era necessario un campione del DNA dello Zar; furono allora esaminati i cimeli dallo scandalo di Ōtsu per verificare la presenza di macchie di sangue sufficienti a rendere possibile una identificazione positiva, ma i risultati non furono conclusivi.[2]